# Horex T 5
De Horex T 5 is een toermotorfiets die het Duitse merk Horex produceerde van 1925 tot 1939. 

## Voorgeschiedenis
In 1924 was de Fritz Kleemann met hulp van zijn vader Friedrich begonnen met de productie van fietsen met hulpmotor. Friedrich Kleemann was directeur/eigenaar van de Konservenglasfabrik REX in Bad Homburg, maar zoon Fritz had geen enkele interesse om deze fabriek van weckglazen over te nemen. Hij racete met auto's en motorfietsen en wilde zijn eigen motorfietsmerk beginnen onder de naam Horex, HO van Bad HOmburg en REX van de fabriek van zijn vader. Men maakte een aanvang door het 63cc-hulpmotortje van de Motorenfabrik Oberursel in bestaande fietsframes te gaan monteren, maar al snel kocht men motorframes bij de Maschinenfabrik Stein in Frankfurt am Main, waar de Dolf-motorfietsen werden gebouwd en de 246cc AIM-motor die hoofdingenieur Eduard Freise in Oberursel had gemaakt. Om de productie van inbouwmotoren te behouden had de Motorenfabrik Oberursel Freise directeur gemaakt van een dochteronderneming: Columbus Motorenbau AG. Zo bleef dat bedrijf bestaan toen de grote fabriek opging in de Gasmotorenfabrik Deutz. Met de AIM-zijklepmotor werd de eerste echte Horex-motorfiets, de Horex AM, geproduceerd. Niet alleen deze motorfiets verkocht goed, ook de zijklepmotor zelf vond als inbouwmotor zijn weg naar diverse Duitse fabrikanten.

## Horex T 5
Nu de verkoop van de 250cc-Horex AM begonnen was, gaf Fritz Kleemann meteen opdracht om een serie nieuwe motoren te ontwikkelen. Een 500cc-zijklepper met de typenaam T 5, een 600cc-versie daarvan, de T 6, en een tussenmodel van 550 cc, dat geen typenaam kreeg en mogelijk ook nooit in productie is gegaan. Alle motoren kregen een slag van 110 mm, de verschillende cilinderinhouden kwamen voort uit de afwijkende boring, die bij de T 5 76 mm bedroeg. Eduard Freise ontwikkelde de motor, maar in 1925 nam Kleemann het Columbus-fabriekje over, een verhuizing die in 1926 werd voltooid waarna directeur/ingenieur Freise werd ontslagen. In zijn plaats nam Kleemann twee Britse constructeurs in dienst: Gregory en Robertson. Die werden na een mislukt project met een triporteur met Villiers-tweetaktmotor ook ontslagen en op hun beurt vervangen door Hermann Reeb. Reeb zou tot aan de sluiting van de fabriek in 1960 hoofdingenieur bij Horex blijven. Zijn eerste werk was het vervangen van de Webb-voorvork door een eigen ontwerp springervoorvork voor de T 5 en de T 6, die in 1927 werd gebruikt. In 1928 herzag hij het model opnieuw. De flattank werd gewijzigd, evenals het frame, de machine kreeg een aparte olietank (die zat voorheen in de achterkant van het motorblok) en Reeb's eigen voorvork werd vervangen door de Tiger-voorvork van de Köln-Lindenthaler Metallwerke in Keulen. In 1929 volgden nieuwe wijzigingen: de T 5 kreeg een aluminium cilinderkop, het frame werd opnieuw aangepast, er kwam een zadeltank en de carbidlamp werd vervangen door elektrische verlichting. Voor een betere geluidsdemping kreeg de machine ook een fishtail pipe. Reeb bracht het blok ook op 13 pk. In de jaren dertig onderging het model niet veel wijzigingen meer. Wel werden alle Horex-motoren in de loop van 1934 en 1935 gewijzigd door de tandwielaandrijving van de nokkenassen te vervangen door kettingaandrijving. Bij het uitbreken van de Tweede Wereldoorlog werd de productie beëindigd. Horex ging zich onder andere bezighouden met de productie van munitie. Na de oorlog kwamen de zijkleppers niet meer terug.